# Cubocephalus molaris
Cubocephalus molaris là một loài tò vò trong họ Ichneumonidae.